# Jo Siffert

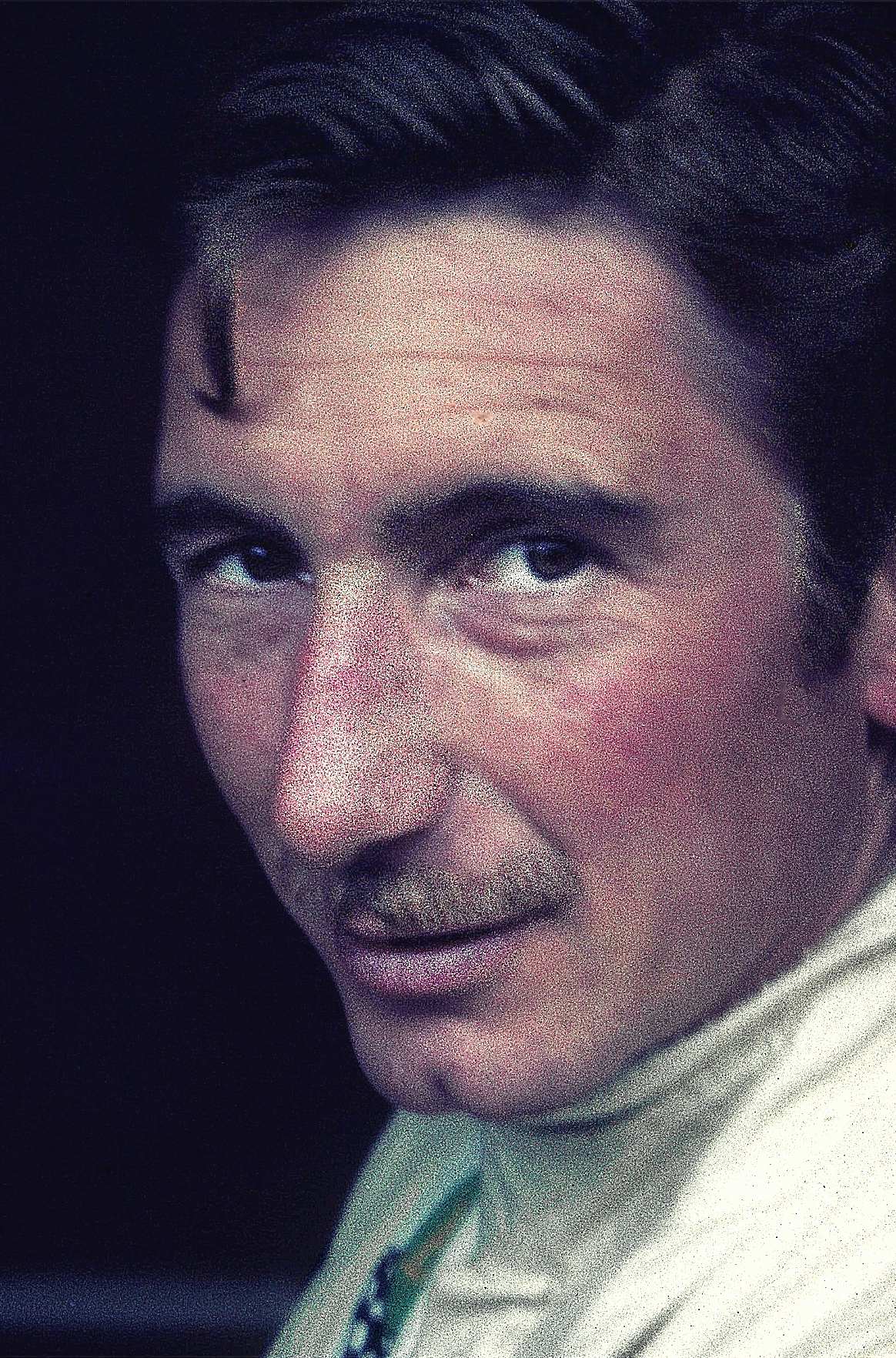
Jo Siffert

Joseph Siffert (Fribourg, 7 juli 1936 – Brands Hatch, Engeland, 24 oktober 1971) was een Zwitsers autocoureur. Tussen 1962 en 1971 startte hij 96 van de 100 Grands Prix Formule 1 waarvoor hij ingeschreven stond voor de teams Lotus, Brabham, Rob Walker Racing Team, March Engineering en BRM en scoorde hierin 2 overwinningen, 4 snelste ronden, 6 podia en 68 WK-punten. Hij overleed door een ongeluk tijdens de World Championship Victory Race op Brands Hatch, het circuit waar hij zijn eerste Formule 1-overwinning behaalde.

## Galerij

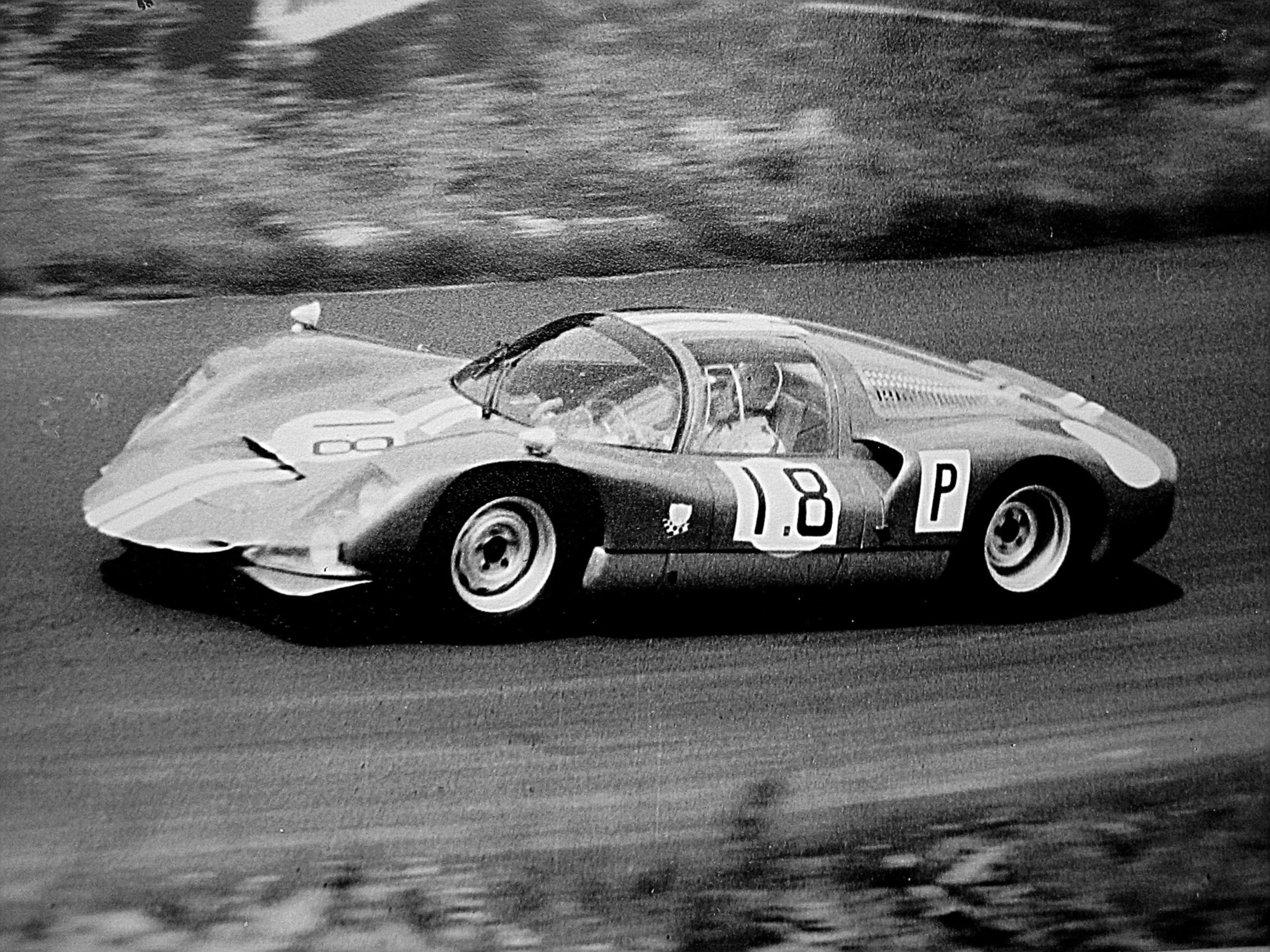
Jo Siffert 1966 in de Porsche 906
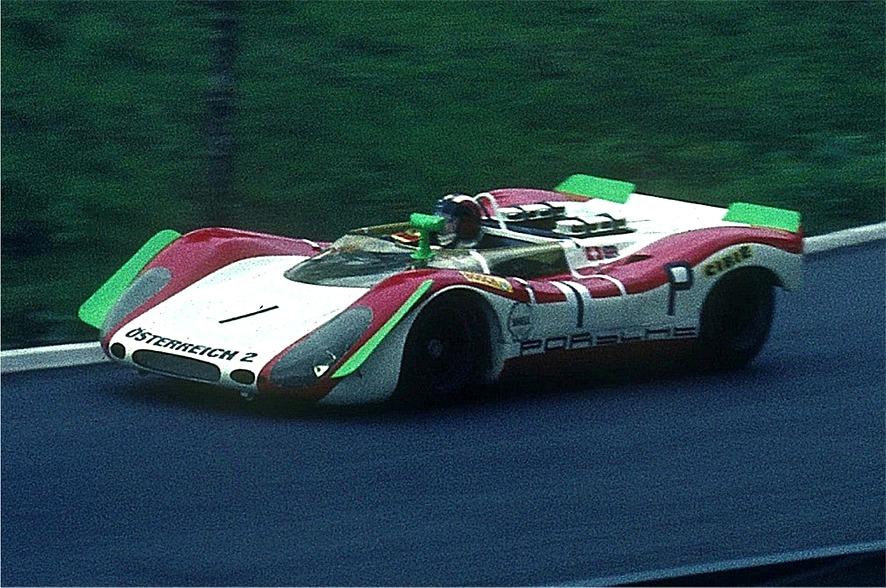
Jo Siffert 1969 in de Porsche 908 Spyder
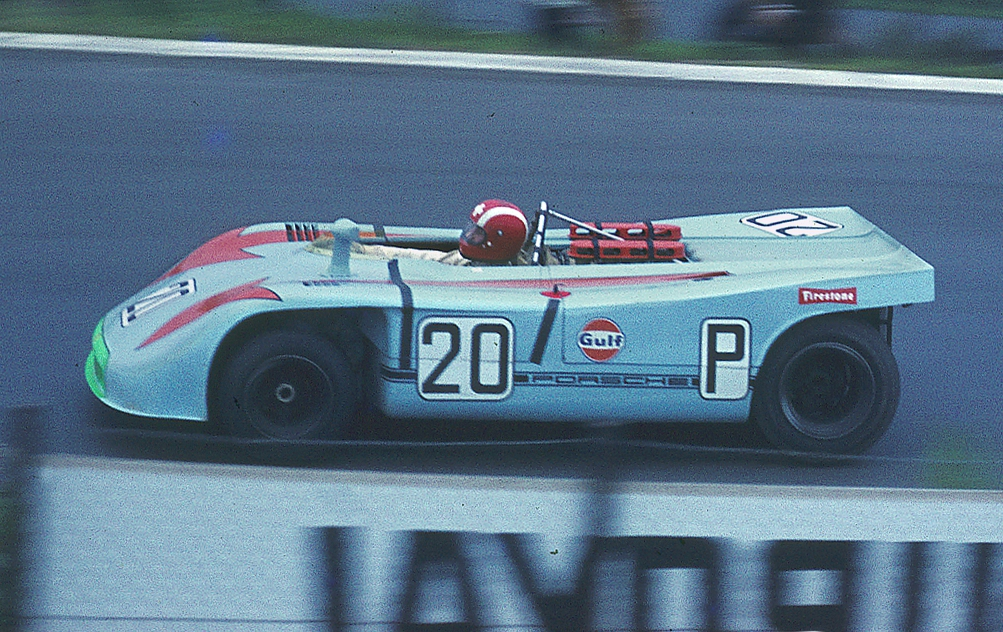
Jo Siffert 1970 in Porsche 908.03 bij een 1000-km-Race
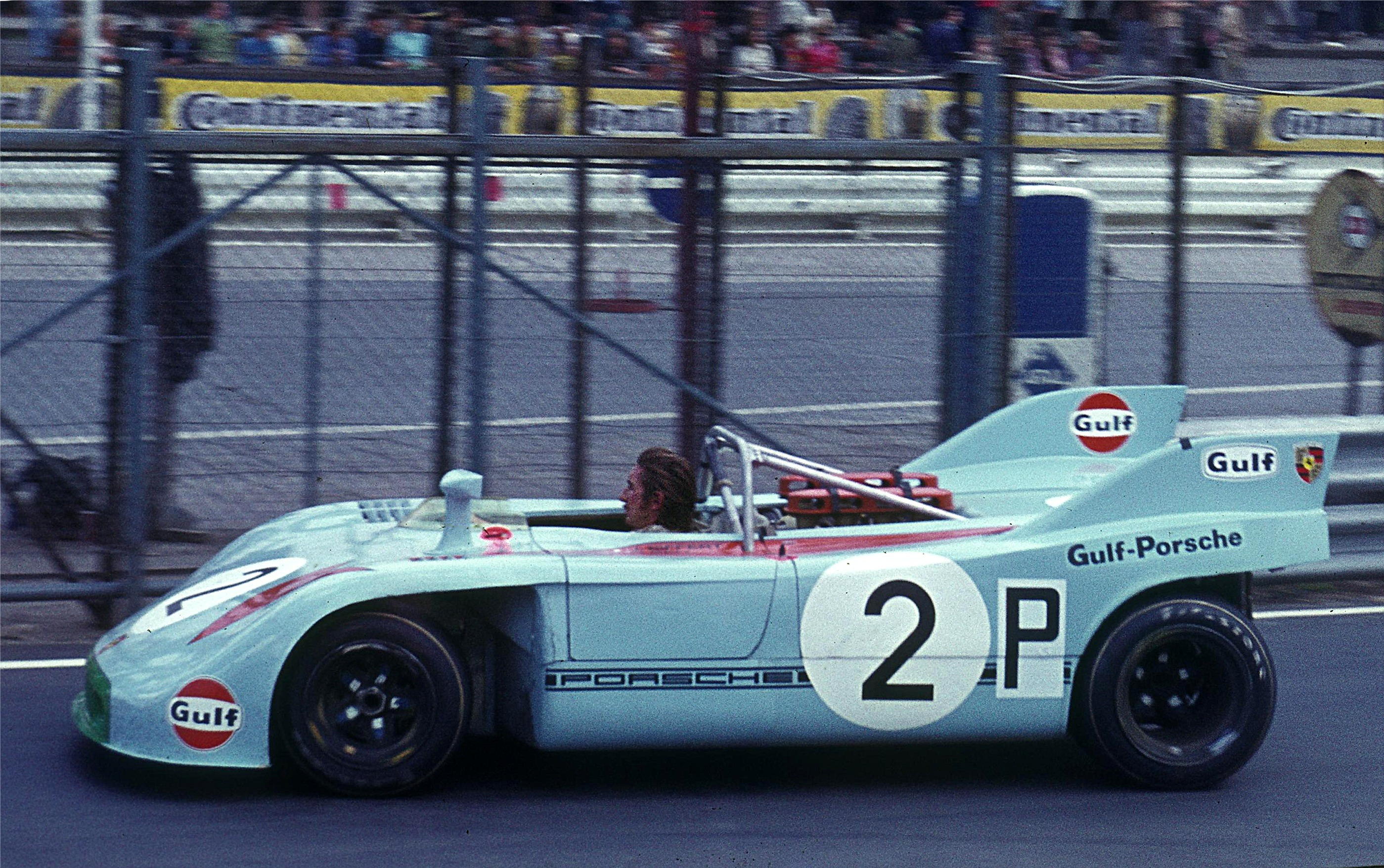
in de Porsche 908.03 tijdens de training in 1971 op de Nürburgring